# Сенное (Воронежская область)
Сенное — село в Рамонском районе Воронежской области.
Входит в состав Карачунского сельского поселения.
Население составляет 101 человек.

## География
Расположено на высоком правом берегу реки Воронеж, на границе с Липецкой областью. Один из двух самых северных населённых пунктов региона (второй такой пункт — село Перекоповка Семилукского района)

## История
Возникло в конце XVI века. Своё название село получило по сенным покосам. Впервые о Сенном упоминается в Дозорной книге 1615 года:
...Село Сенное за помещики, за детьми боярскими, а в селе церковь во имя Архангела Михаила древена...
В1650 в селе построена новая деревянная церковь Михаила Архангела. По церковным книгам 1676 года, в селе дворов детей боярских — 42, крестьянских — 50, бобыльских — 28.
В 1800г. построена каменная церковь вместо деревянной. В 1859г. в селе в 53 дворах проживало 606 человек.В 1880 году в Сенном построили Архангельскую церковь, сохранившуюся до наших дней. В 1900 году в селе проживало более 1000 жителей, было 156 дворов, действовала земская школа, кузница, 3 лавки.

## Население
| 1859 | 1897 | 2010 |
| ---- | ---- | ---- |
| 606  | ↗937 | ↘96  |